# سارج كانيندا
سارج كانيندا (بالفرنسية: Serge Kanyinda)‏ ممثل من جمهورية الكونغو الديموقراطية، يشتهر بدوره كساحر في فيلم «ساحرة الحرب».
تحصل سارج على جائزة الشاشة الكندية لأفضل ممثل ثانوي في أول نسخة لها.
يعاني الممثل من اضطراب اللاتلونية.

## روابط خارجية
- سارج كانيندا على موقع IMDb (الإنجليزية)
- سارج كانيندا على موقع ألو سيني (الفرنسية)
- سارج كانيندا على موقع قاعدة بيانات الفيلم (الإنجليزية)